# Загороща
Загороща (укр. Загороща) — село в Корнинской сельской общине Ровненского района Ровненской области Украины.
Почтовый индекс — 35305. Телефонный код — 362. Код КОАТУУ — 5624685902.

## Население
Население по переписи 2001 года составляло 503 человека, по данным 2023 года составляло 493 человека.

### Известные люди
В селе родился Демчук, Андрей Александрович (род. 1974) — советский и украинский спортсмен-тяжелоатлет.